# Circuito Albert Park
Il circuito Albert Park è un circuito cittadino non permanente che si snoda nel centro della città di Melbourne, in Australia e a partire dal 1996 ospita il Gran Premio d'Australia di Formula 1.

## Tracciato

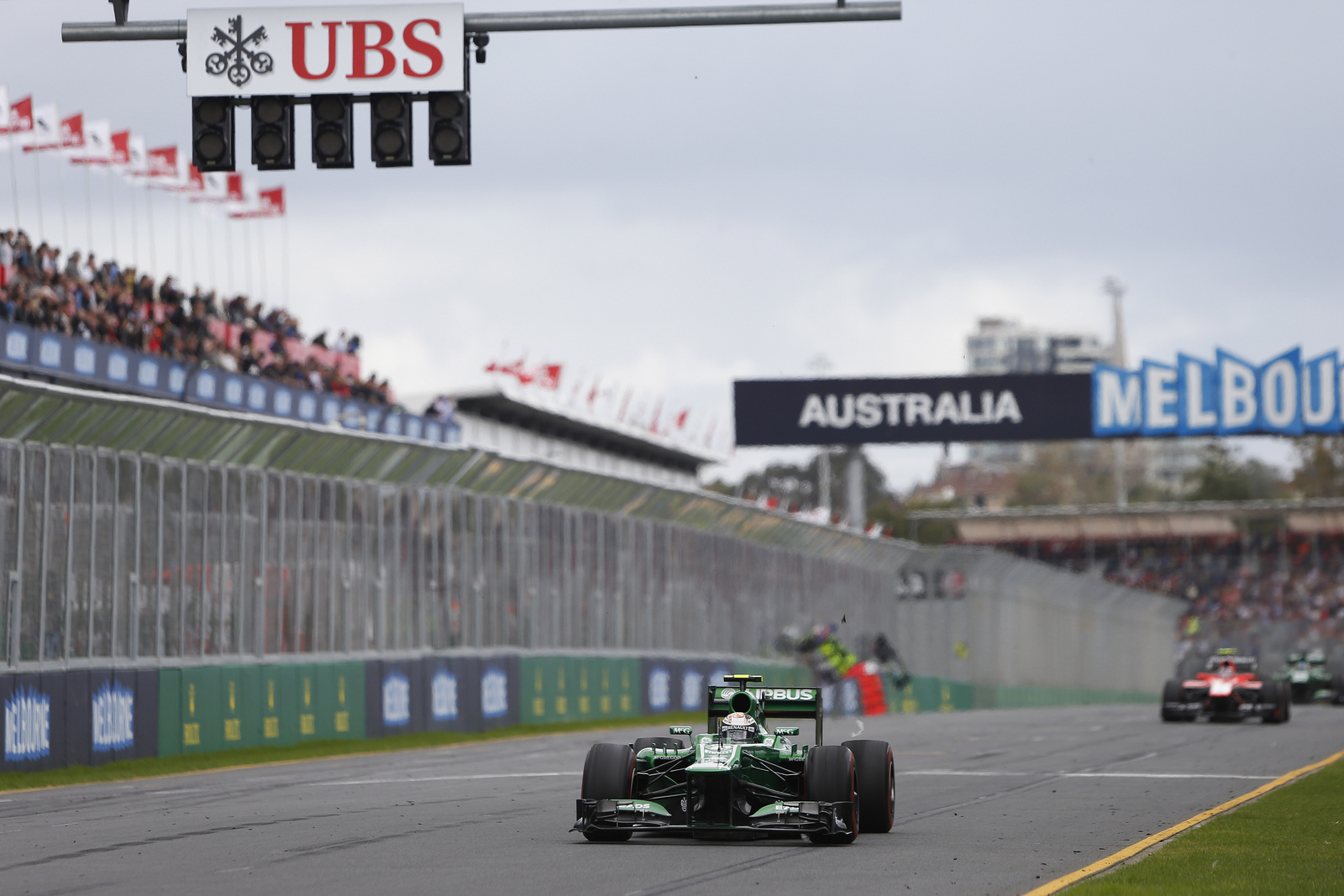
Vetture di Formula 1 sul rettilineo principale

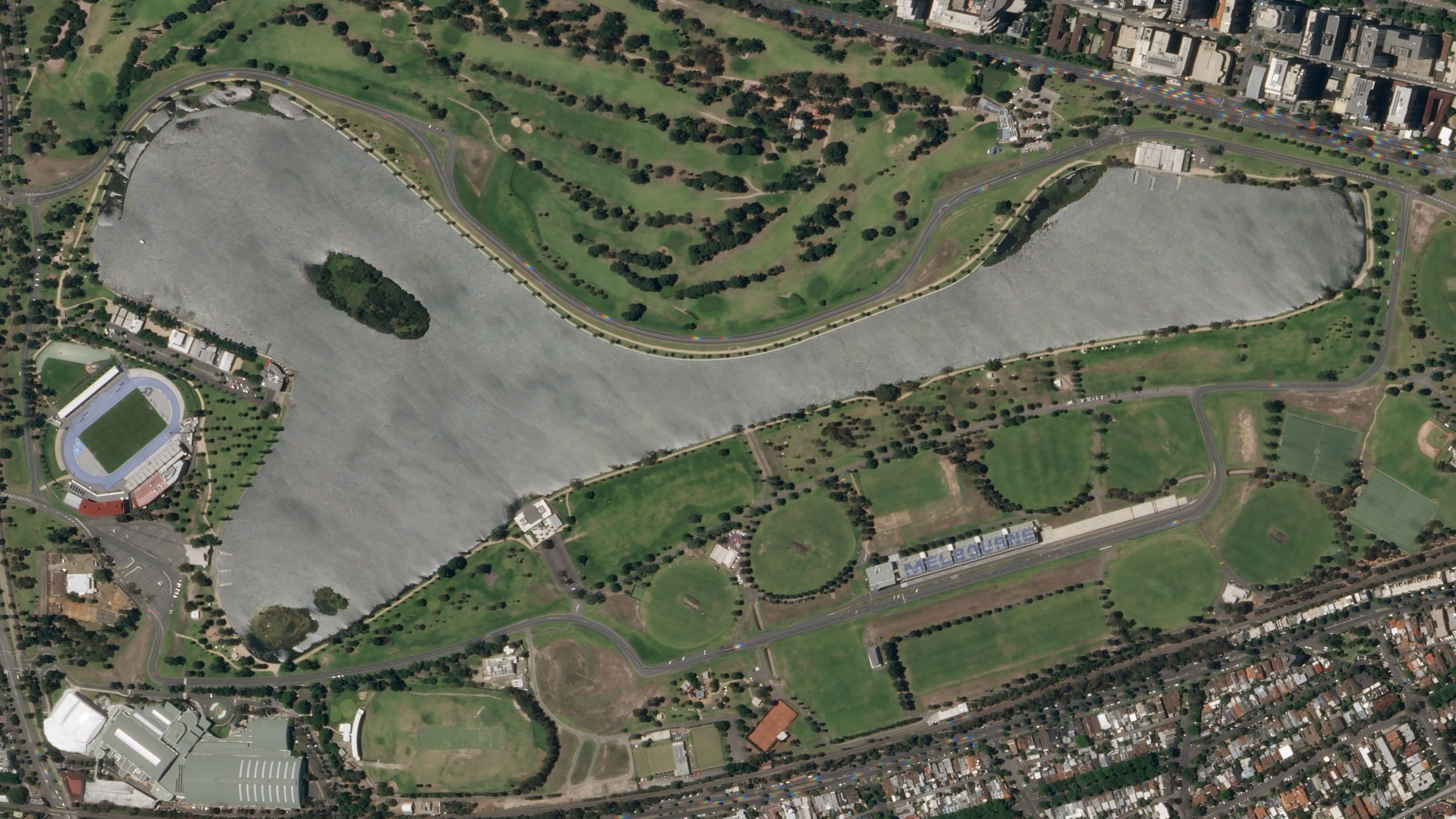
Il vecchio layout del circuito in uso fino al 2020 in vista satellite

La pista, che è ricavata collegando le strade perimetrali del lago dell'omonimo parco normalmente adibite alla circolazione ordinaria, inizia la sua attività sin negli anni cinquanta, salvo poi non venire più utilizzato per quasi 40 anni per via delle proteste degli ambientalisti. Quando si decise che nel 1996 il Gran Premio d'Australia sarebbe stato ospitato a Melbourne, venne costruito un nuovo rettilineo di partenza con annessi nuovi box, e alcune curve vennero modificate per rallentare le percorrenze, pur mantenendo la pista delle medie sul giro molto elevate per un circuito cittadino.
Il tracciato è lungo 5,278 km. Il tipo di pista, con molte curve e pochi rettilinei lunghi, rende necessario un alto carico aerodinamico, che causa soprattutto un notevole consumo negli pneumatici.
Alla fine del rettilineo principale, si raggiungono quasi i 315 km/h prima di ridurre drasticamente la velocità per prendere la Jones, curva sulla destra che si fa in terza a 180 km/h, si procede in quarta verso la Brabham e da qui verso la curva 3 (il punto in cui Martin Brundle uscì rovinosamente di pista nel 1996, per fortuna senza conseguenze fisiche). La curva 3 è la prima di una sequenza di tre curve chiuse che devono essere affrontate con attenzione: per entrare nella terza si deve per forza uscire bene dalle prime due. L'ultima curva di questo trittico, la Whiteford, ha causato problemi a vari piloti. Prima di arrivare alla curva 6 si passa in sesta e dopo aver girato a destra, si decelera fino in terza, intorno a 120 km/h. Bisogna passare dalla quarta alla sesta per prendere la Lauda, una lunga curva a forma d'arco sulla destra, fino ad arrivare alla Clark. La Clark è una curva chiusa sulla destra da affrontare in seconda a 100 km/h, che conduce alla lunga curva sulla sinistra vicino al lago. Poi c'è la Waite, una curva sulla destra che deve essere fatta in quinta ai 200 chilometri all'ora. Si passa poi in sesta verso la Ascari, virando prima sulla destra nella Hill, dove si raggiungono i 270 km/h. La Ascari è una curva sulla destra, fatta in terza, che conduce alla Stewart, un'altra curva sulla destra che a sua volta porta alla Prost (percorsa in seconda). Ad essa segue la curva 16, una piega a destra da fare in terza a 150 km/h che riporta le vetture sul rettilineo principale. 
A partire dal 2021 la pit lane viene allargata di due metri e la chicane comprendente le curve 9 e 10 viene rimossa per rendere il tratto del circuito più veloce tramite un nuovo rettilineo di 1,3 km, il più lungo adesso del tracciato. Altre modifiche riguardano l'allargamento di alcune curve, come la l'undicesima nel terzo settore, che è stata allargata in entrata. Dalle simulazioni effettuate, il tempo di percorrenza sul giro viene ridotto di cinque secondi, con velocità oltre i 330 km/h nel nuovo tratto veloce. A causa del successivo annullamento del Gran Premio per via delle problematiche dettate dalla pandemia di COVID-19, le nuove modifiche valgono a partire dalla stagione seguente. La pista presenta adesso una lunghezza di 5 278 m e si snoda attraverso 14 curve, 9 a destra e 5 a sinistra.
Dopo le modifiche al layout, il tracciato è stato caratterizzato inizialmente da ben quattro zone per l'utilizzo del DRS, il primo circuito in Formula 1 a offrire un numero così elevato di zone DRS per l'utilizzo del dispositivo mobile, per poi successivamente tornare a tre per motivi di sicurezza. La quarta zona inizialmente introdotta viene nuovamente inserita successivamente. Il tracciato è l'unico della storia del mondiale, insieme a quello di Singapore, a figurare ben quattro zone DRS.
Il record assoluto del circuito è di 1'15"096 stabilito da Lando Norris su McLaren nelle qualifiche del Gran Premio d'Australia 2025.

## Albo d'oro della Formula 1
| Anno | Pilota               | Scuderia      |
| ---- | -------------------- | ------------- |
| 1996 | Damon Hill           | Williams      |
| 1997 | David Coulthard      | McLaren       |
| 1998 | Mika Häkkinen        | McLaren       |
| 1999 | Eddie Irvine         | Ferrari       |
| 2000 | Michael Schumacher   | Ferrari       |
| 2001 | Michael Schumacher   | Ferrari       |
| 2002 | Michael Schumacher   | Ferrari       |
| 2003 | David Coulthard      | McLaren       |
| 2004 | Michael Schumacher   | Ferrari       |
| 2005 | Giancarlo Fisichella | Renault       |
| 2006 | Fernando Alonso      | Renault       |
| 2007 | Kimi Räikkönen       | Ferrari       |
| 2008 | Lewis Hamilton       | McLaren       |
| 2009 | Jenson Button        | Brawn GP      |
| 2010 | Jenson Button        | McLaren       |
| 2011 | Sebastian Vettel     | Red Bull      |
| 2012 | Jenson Button        | McLaren       |
| 2013 | Kimi Räikkönen       | Lotus         |
| 2014 | Nico Rosberg         | Mercedes      |
| 2015 | Lewis Hamilton       | Mercedes      |
| 2016 | Nico Rosberg         | Mercedes      |
| 2017 | Sebastian Vettel     | Ferrari       |
| 2018 | Sebastian Vettel     | Ferrari       |
| 2019 | Valtteri Bottas      | Mercedes      |
| 2020 | Non disputato        | Non disputato |
| 2021 | Non disputato        | Non disputato |
| 2022 | Charles Leclerc      | Ferrari       |
| 2023 | Max Verstappen       | Red Bull      |
| 2024 | Carlos Sainz Jr.     | Ferrari       |
| 2025 | Lando Norris         | McLaren       |

### Vittorie per pilota
| vittorie | pilota               | anno(i)/vettura                                           |
| -------- | -------------------- | --------------------------------------------------------- |
| 4        | Michael Schumacher   | 2000/Ferrari - 2001/Ferrari - 2002/Ferrari - 2004/Ferrari |
| 3        | Jenson Button        | 2009/Brawn GP - 2010/McLaren - 2012/McLaren               |
| 3        | Sebastian Vettel     | 2011/Red Bull - 2017/Ferrari - 2018/Ferrari               |
| 2        | David Coulthard      | 1997/McLaren - 2003/McLaren                               |
| 2        | Kimi Räikkönen       | 2007/Ferrari - 2013/Lotus                                 |
| 2        | Lewis Hamilton       | 2008/McLaren - 2015/Mercedes                              |
| 2        | Nico Rosberg         | 2014/Mercedes - 2016/Mercedes                             |
| 1        | Damon Hill           | 1996/Williams                                             |
| 1        | Mika Häkkinen        | 1998/McLaren                                              |
| 1        | Eddie Irvine         | 1999/Ferrari                                              |
| 1        | Giancarlo Fisichella | 2005/Renault                                              |
| 1        | Fernando Alonso      | 2006/Renault                                              |
| 1        | Valtteri Bottas      | 2019/Mercedes                                             |
| 1        | Charles Leclerc      | 2022/Ferrari                                              |
| 1        | Max Verstappen       | 2023/Red Bull                                             |
| 1        | Carlos Sainz Jr.     | 2024/Ferrari                                              |
| 1        | Lando Norris         | 2025/McLaren                                              |

### Vittorie per team
| vittorie | team     | anno(i)/pilota |
| -------- | -------- | --- |
| 10       | Ferrari  | 1999/Eddie Irvine - 2000/Michael Schumacher - 2001/Michael Schumacher - 2002/Michael Schumacher - 2004/Michael Schumacher - 2007/Kimi Räikkönen - 2017/Sebastian Vettel - 2018/Sebastian Vettel - 2022/Charles Leclerc - 2024/Carlos Sainz Jr. |
| 7        | McLaren  | 1997/David Coulthard - 1998/Mika Häkkinen - 2003/David Coulthard - 2008/Lewis Hamilton - 2010/Jenson Button - 2012/Jenson Button - 2025/Lando Norris                                                                                           |
| 4        | Mercedes | 2014/Nico Rosberg - 2015/Lewis Hamilton - 2016/Nico Rosberg - 2019/Valtteri Bottas |
| 2        | Renault  | 2005/Giancarlo Fisichella - 2006/Fernando Alonso |
| 2        | Red Bull | 2011/Sebastian Vettel - 2023/Max Verstappen |
| 1        | Williams | 1996/Damon Hill |
| 1        | Brawn GP | 2009/Jenson Button |
| 1        | Lotus    | 2013/Kimi Räikkönen |